# أوتيس إل. ميلر
أوتيس إل. ميلر (بالإنجليزية: Otto Miller) هو لاعب كرة قاعدة وسياسي أمريكي، ولد في 2 فبراير 1901 في بلفيل في الولايات المتحدة، وتوفي بنفس المكان في 26 يوليو 1959. حزبياً، نشط في الحزب الجمهوري. وقد انتخب عضو مجلس نواب إلينوي.

## روابط خارجية
- أوتيس إل. ميلر على موقعبيزبول رفرنس.كوم (الدوري الرئيسي) (الإنجليزية)